# Колатерални подаци
Колатерални подаци је колоквијални израз за податке које социјални радници прикупљају ван официјелне методологије. То се односи на податке добијене од особа из суседства, радне организације, од пријатеља и сл. Она може бити значајна допуна општим и званичним подацима.